# Epia erdae
Epia erdae är en fjärilsart som beskrevs av William Schaus 1928. Epia erdae ingår i släktet Epia och familjen silkesspinnare. Inga underarter finns listade i Catalogue of Life.